# Фудтрак

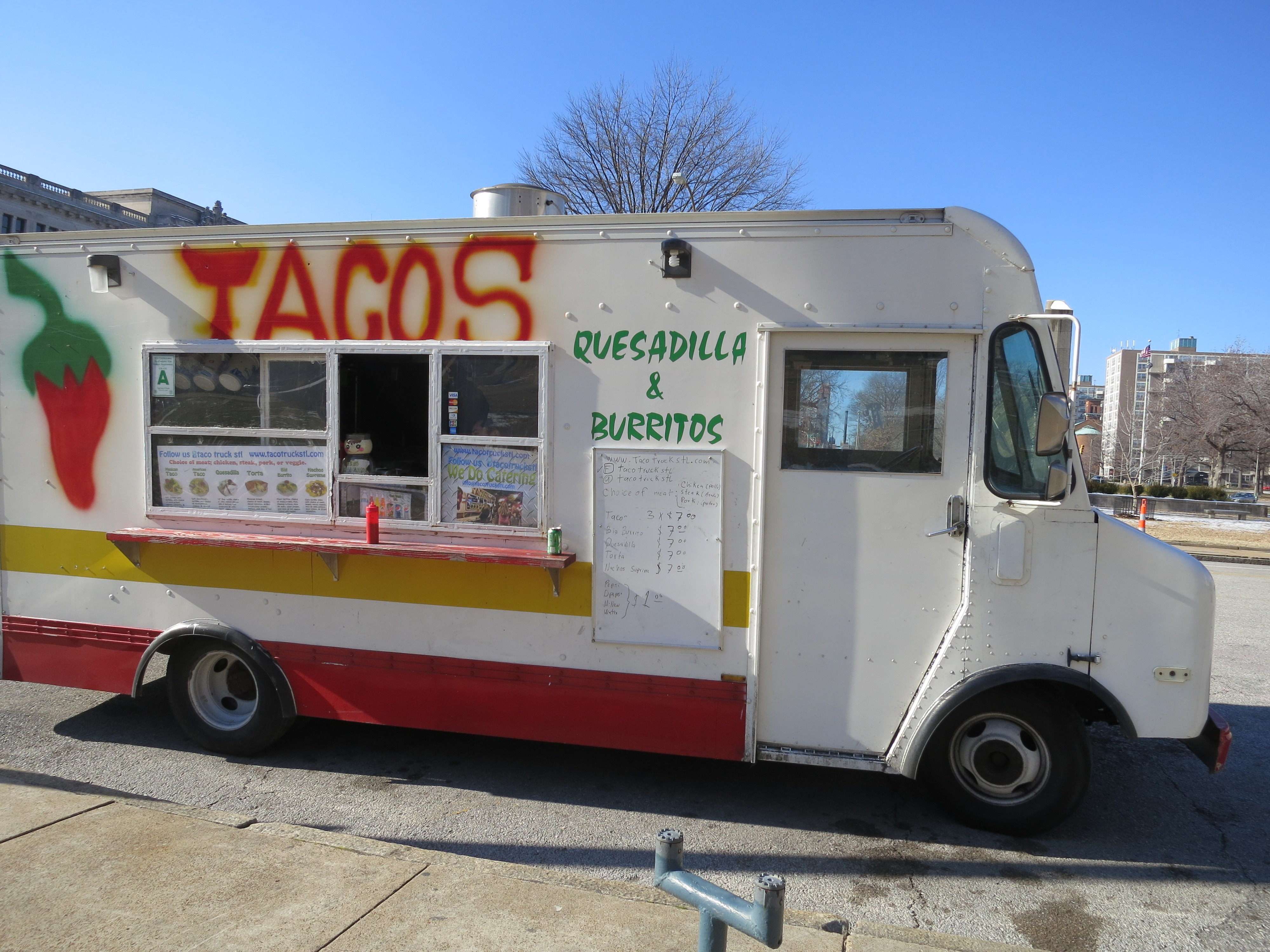
Фудтрак що продає тако в Сент-Луїсі, Міссурі

Фудтрак (англ. food truck) — вантажний транспортний засіб, наприклад фургон або причіп, обладнаний для приготування та продажу їжі на вулиці. Переважно у фудтраках готують фаст-фуд:  хот-доги, шаурму, паніні, сендвічі, гамбургери, картоплю фрі та інші страви в залежності від регіону. У США популярні також фургончики з морозивом. 
Фудтраки разом з портативними харчовими кіосками та харчовими візками, знаходяться на передовій лінії харчової промисловості, яка щодня обслуговує 2,5 мільярда людей, що купують вуличну їжу.

## У світі

### США
У 2017 році сфера торгівлі їжею з фудтраків у США генерувала у 2,7 млрд доларів.

### Південна Корея
Фудтраки були легалізовані в Південні Кореї лише у вересні 2014 року. Там існує лише обмежена кількість місць, визначених місцевою владою, де фудтраки можна розміщувати. 

### Франція
Фургончики з піцою були поширеними в Провансі з 1960-х років або раніше, а фудтраки із ресторанною їжею для гурманів вперше з'явилися у Парижі в 2012 році.

## Галерея

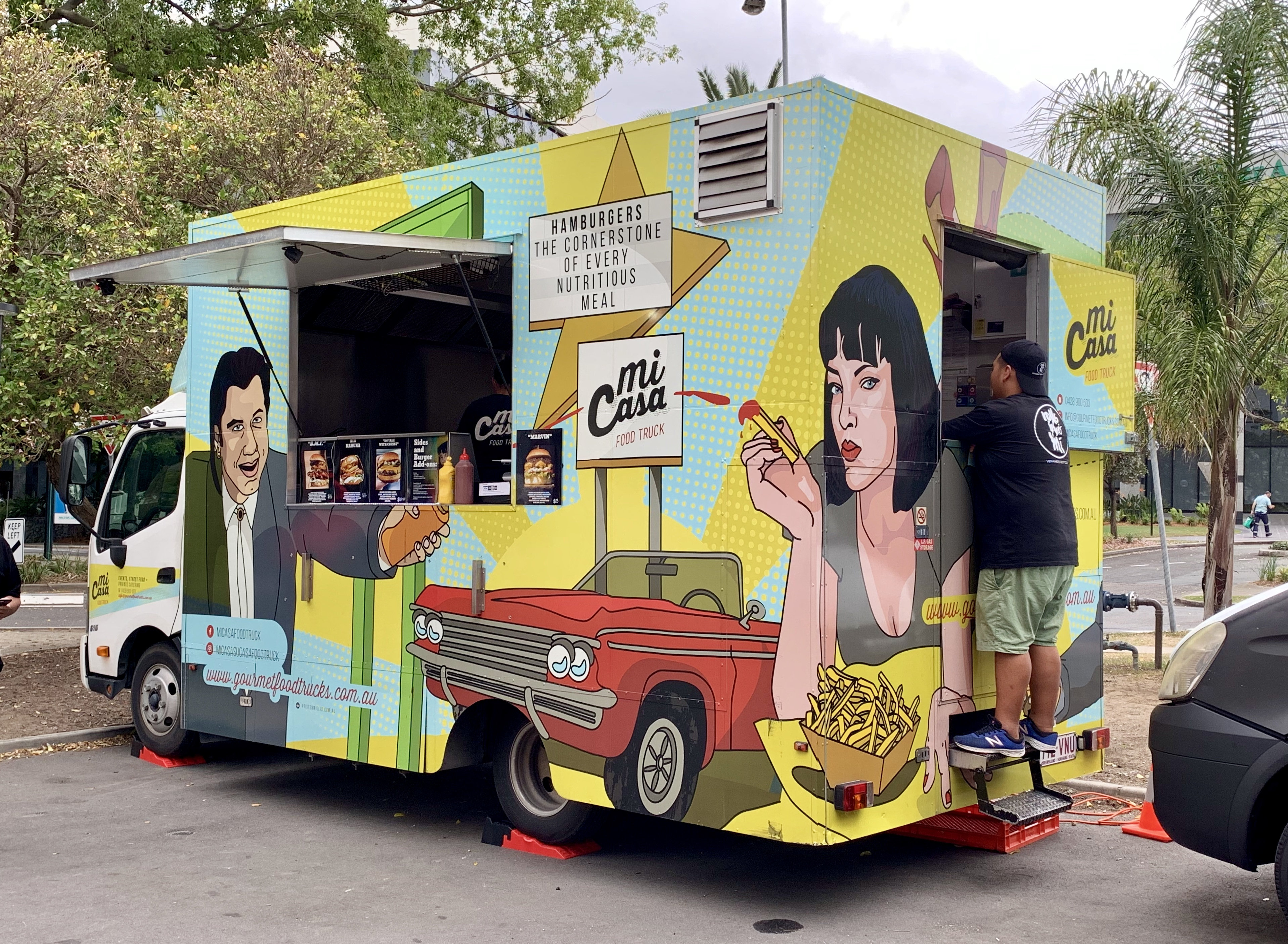
Фудтрак у Брисбені
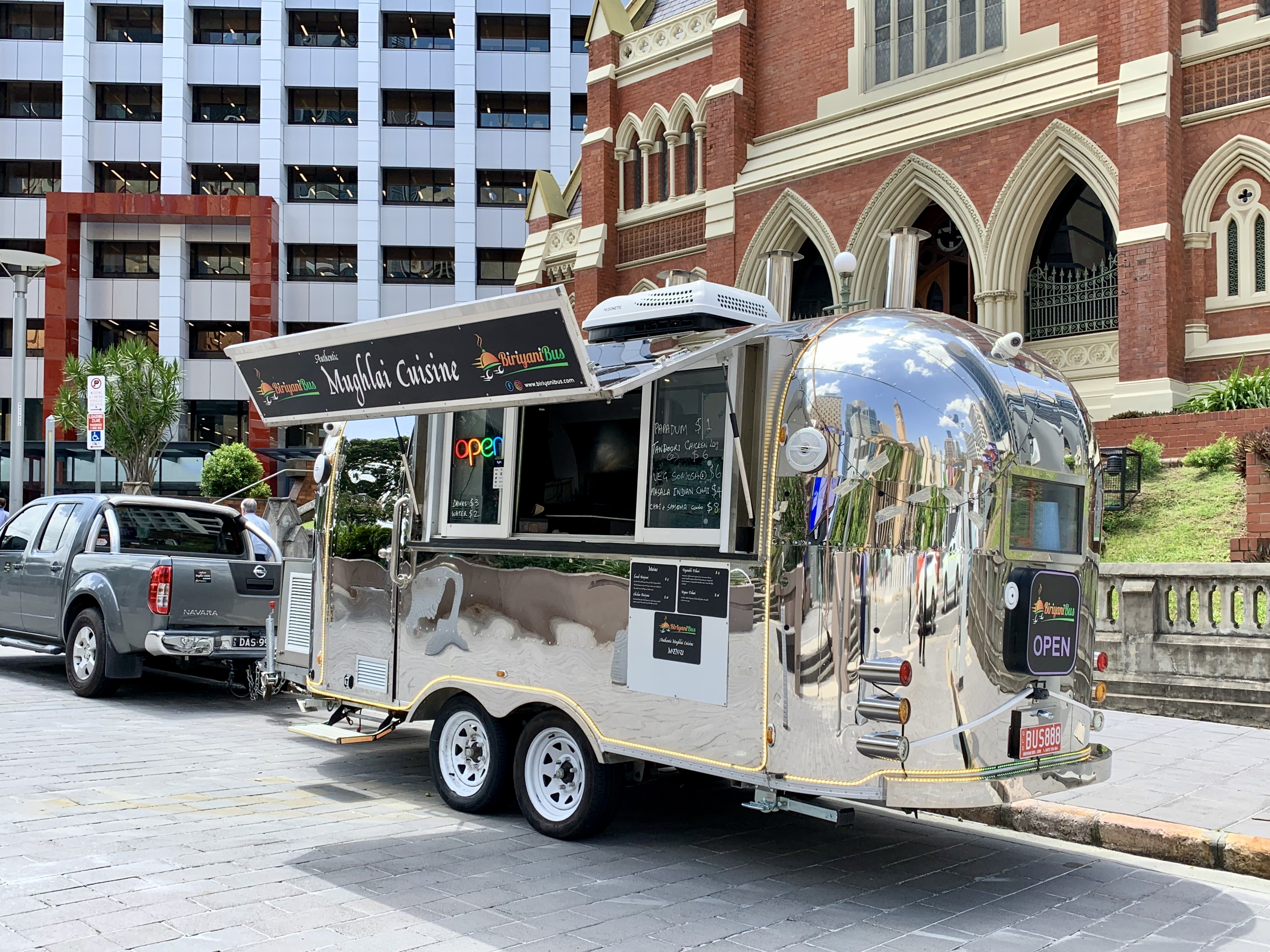
Фудтрак у Брисбені
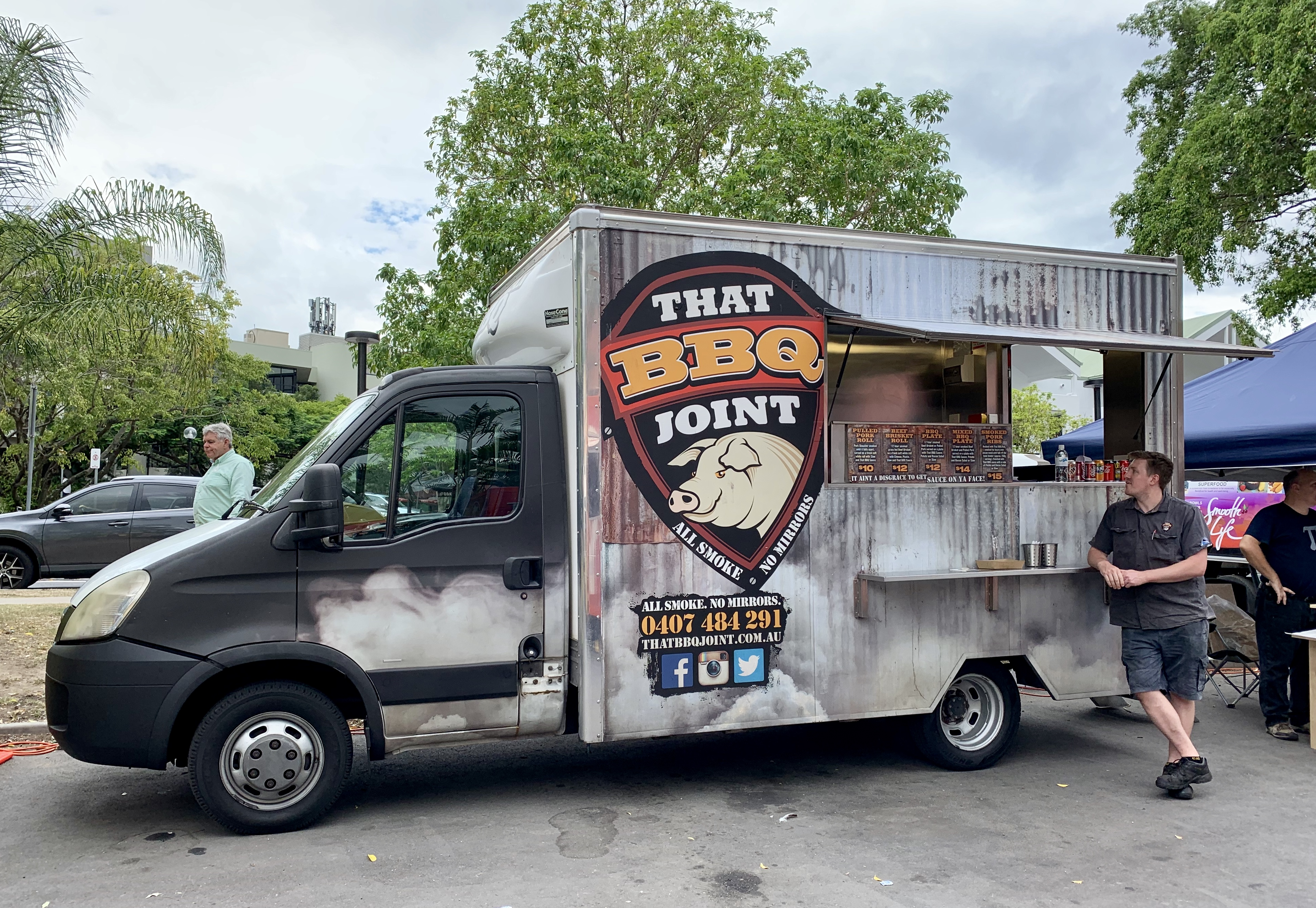
Фудтрак у Брисбені
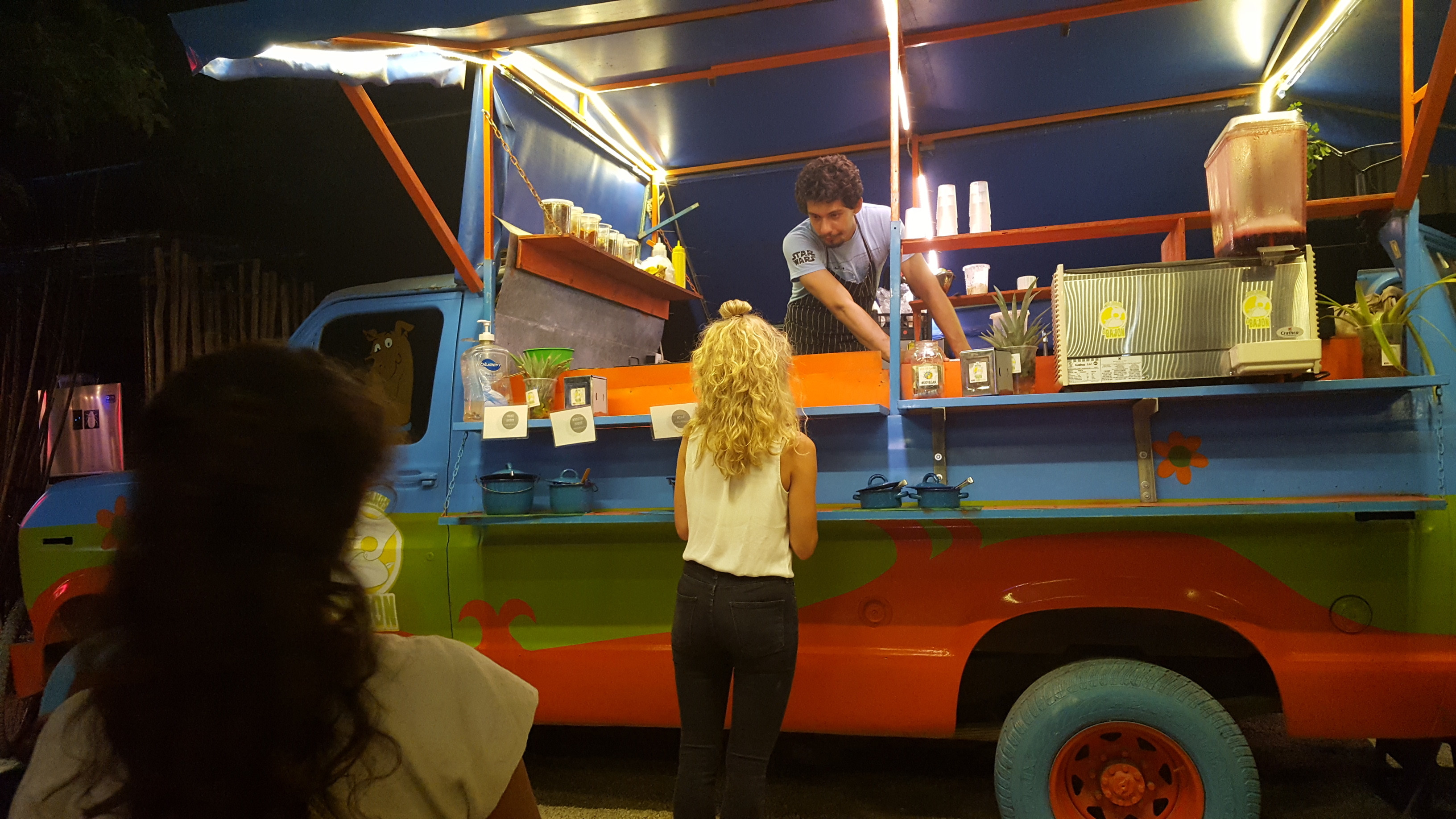
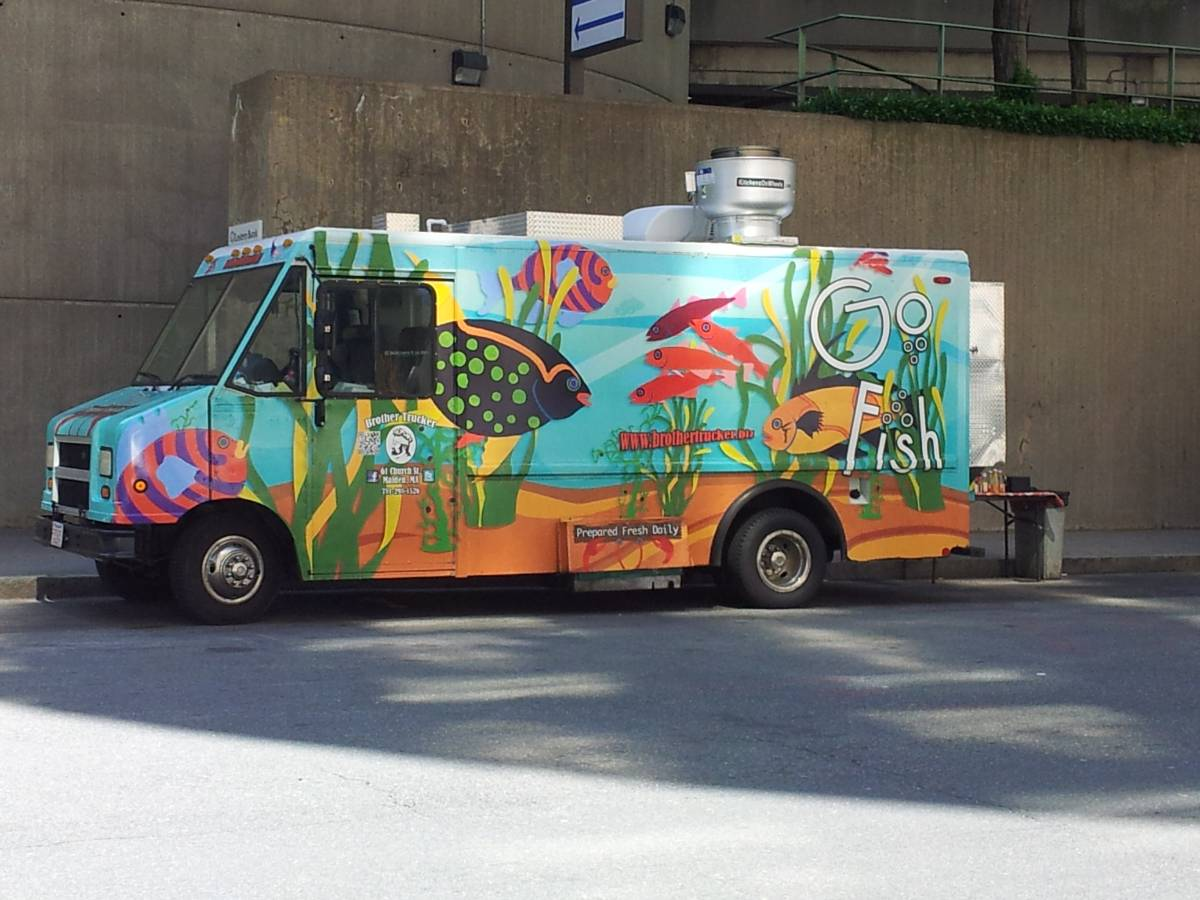
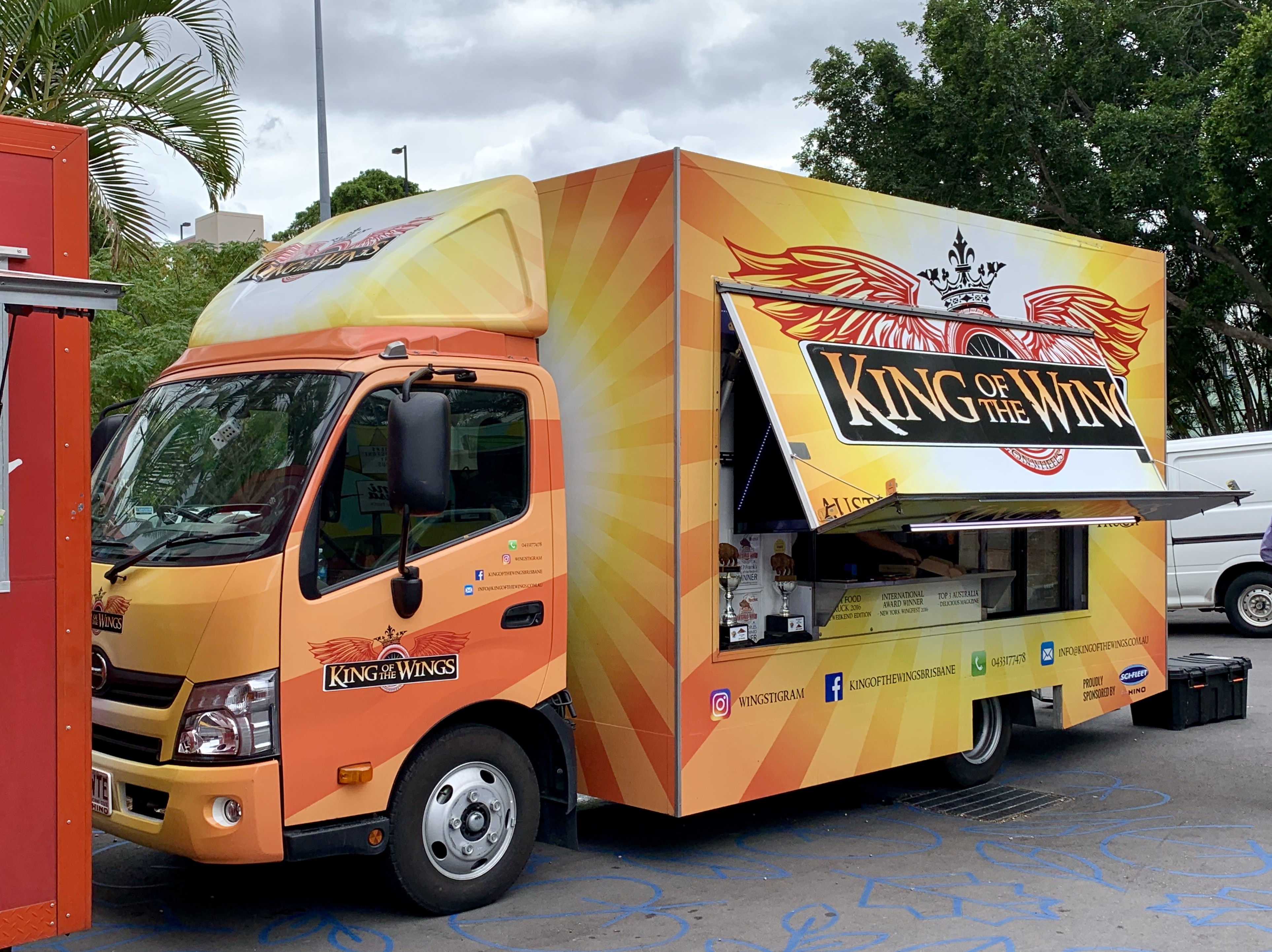
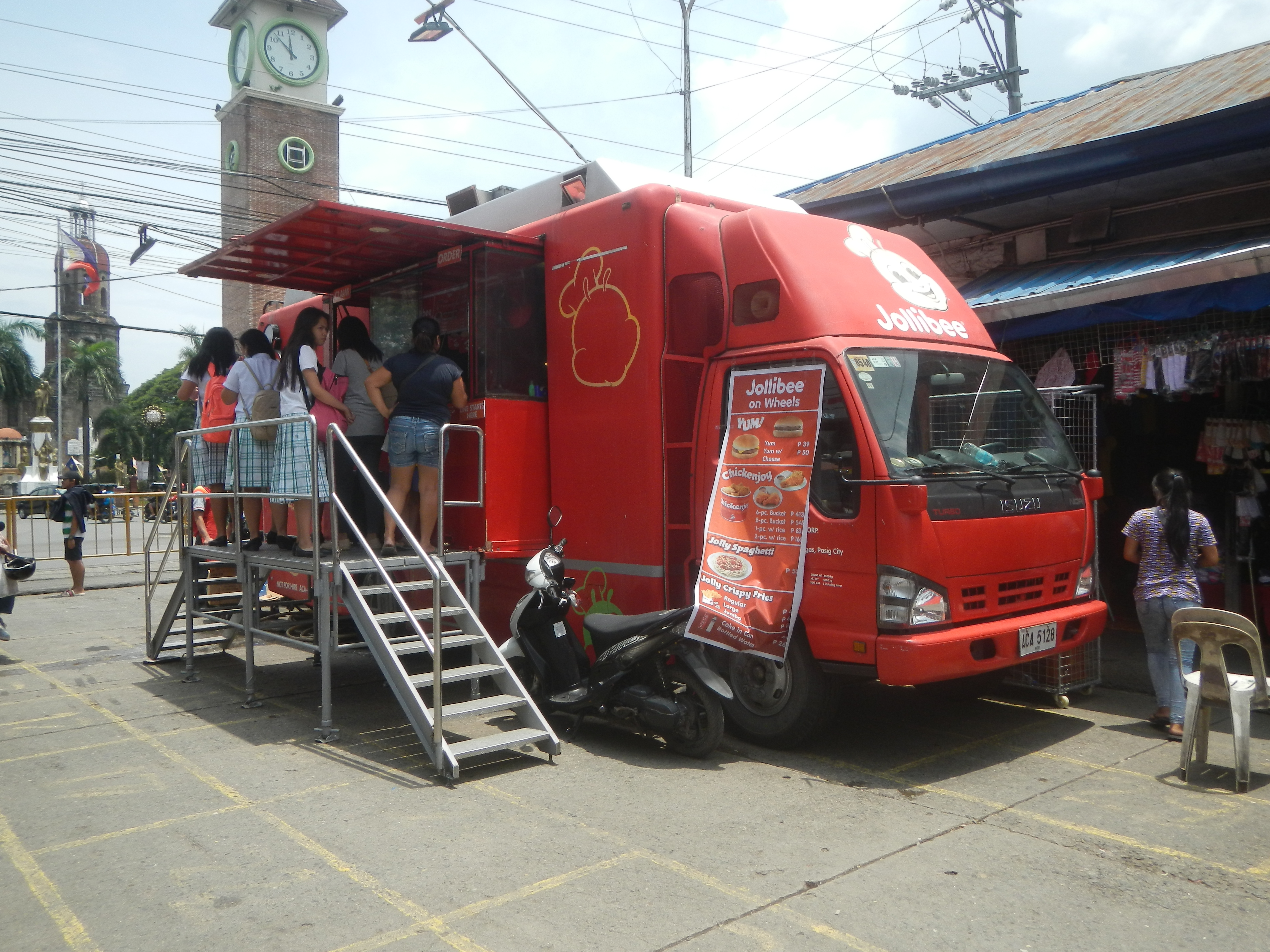
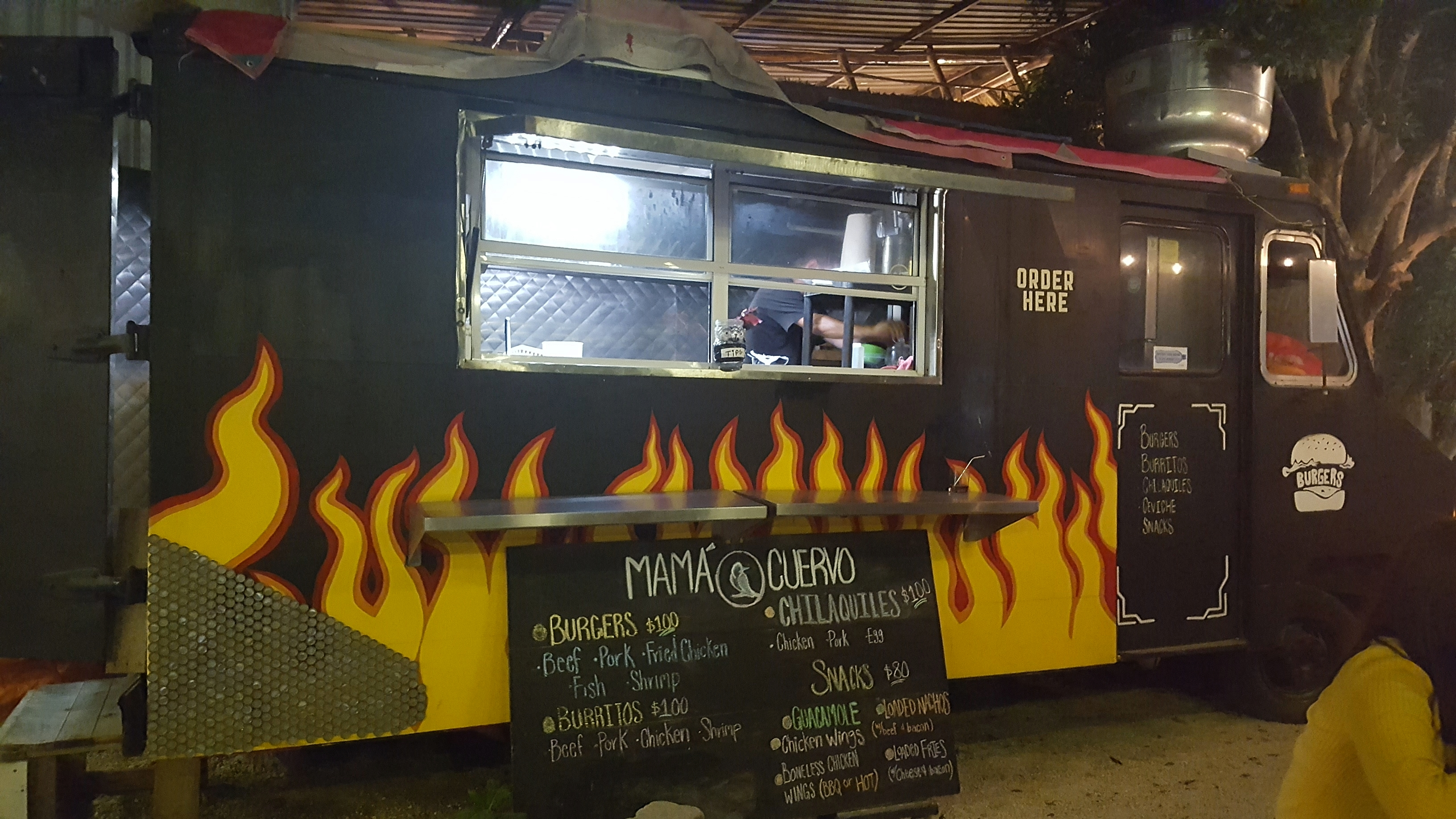
Фудтрак в Мехіко